# Über die Entstehung der Arten

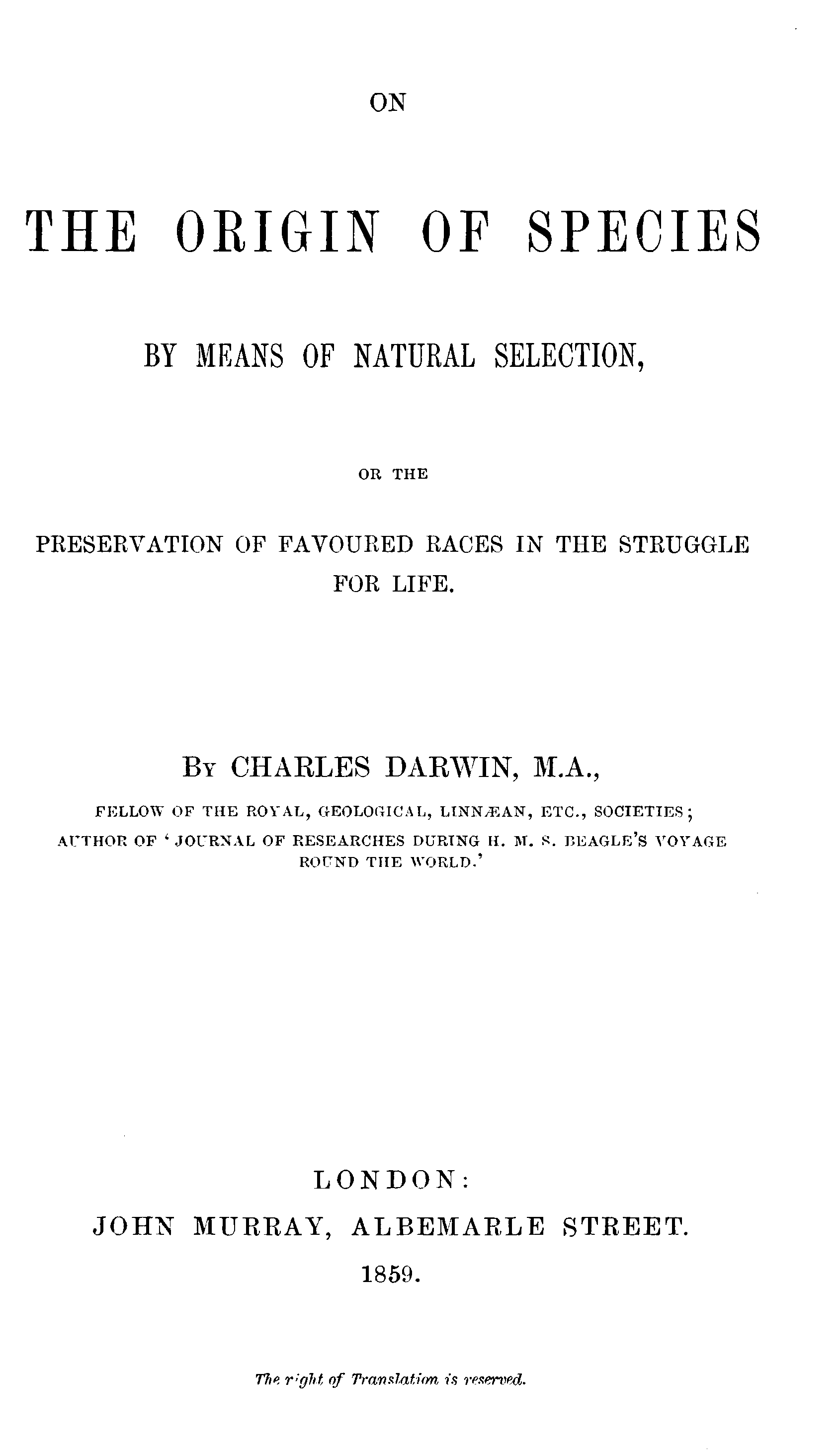
Titelseite der Erstauflage von 1859

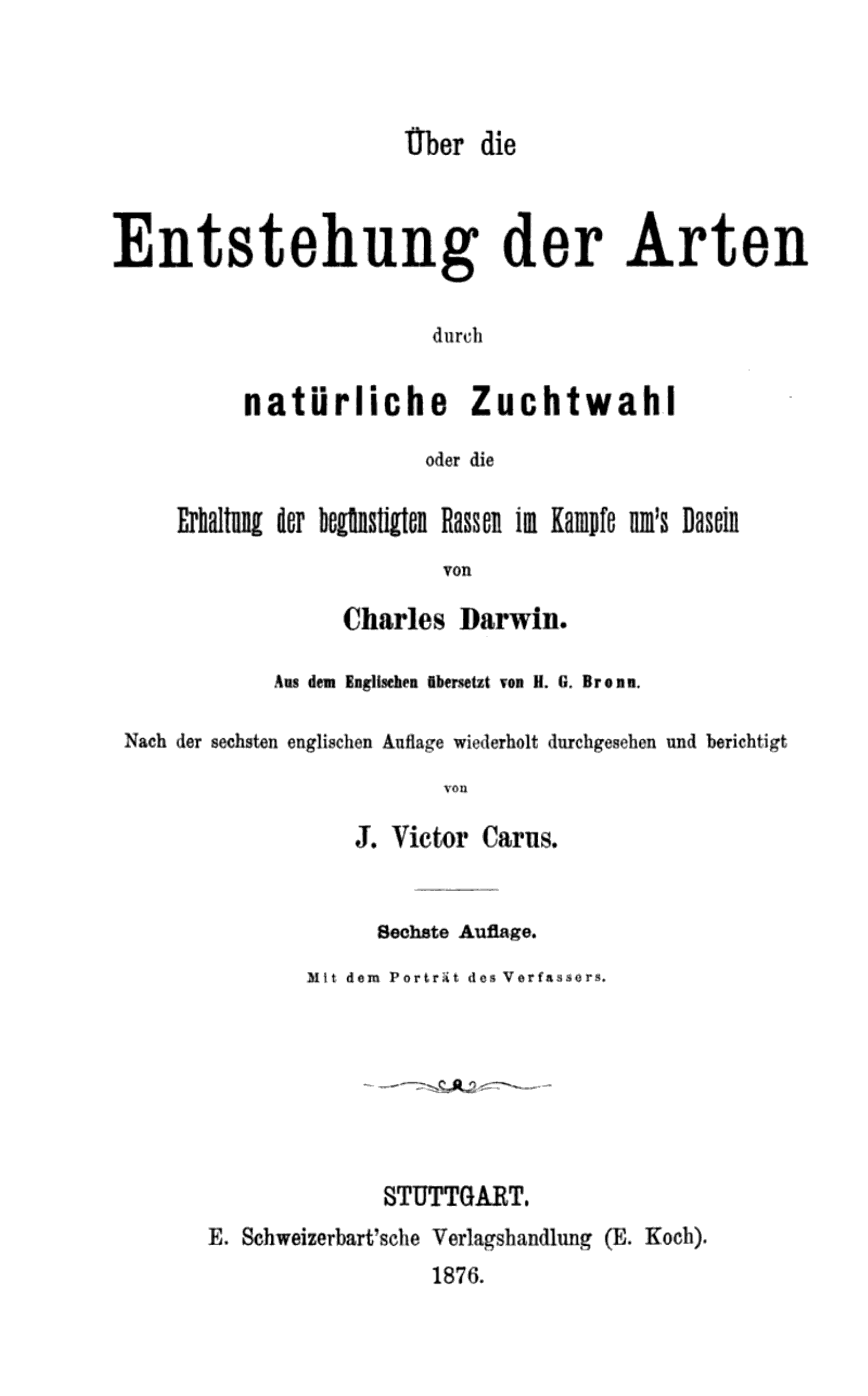
Titelseite der 6. deutschen Auflage von 1876

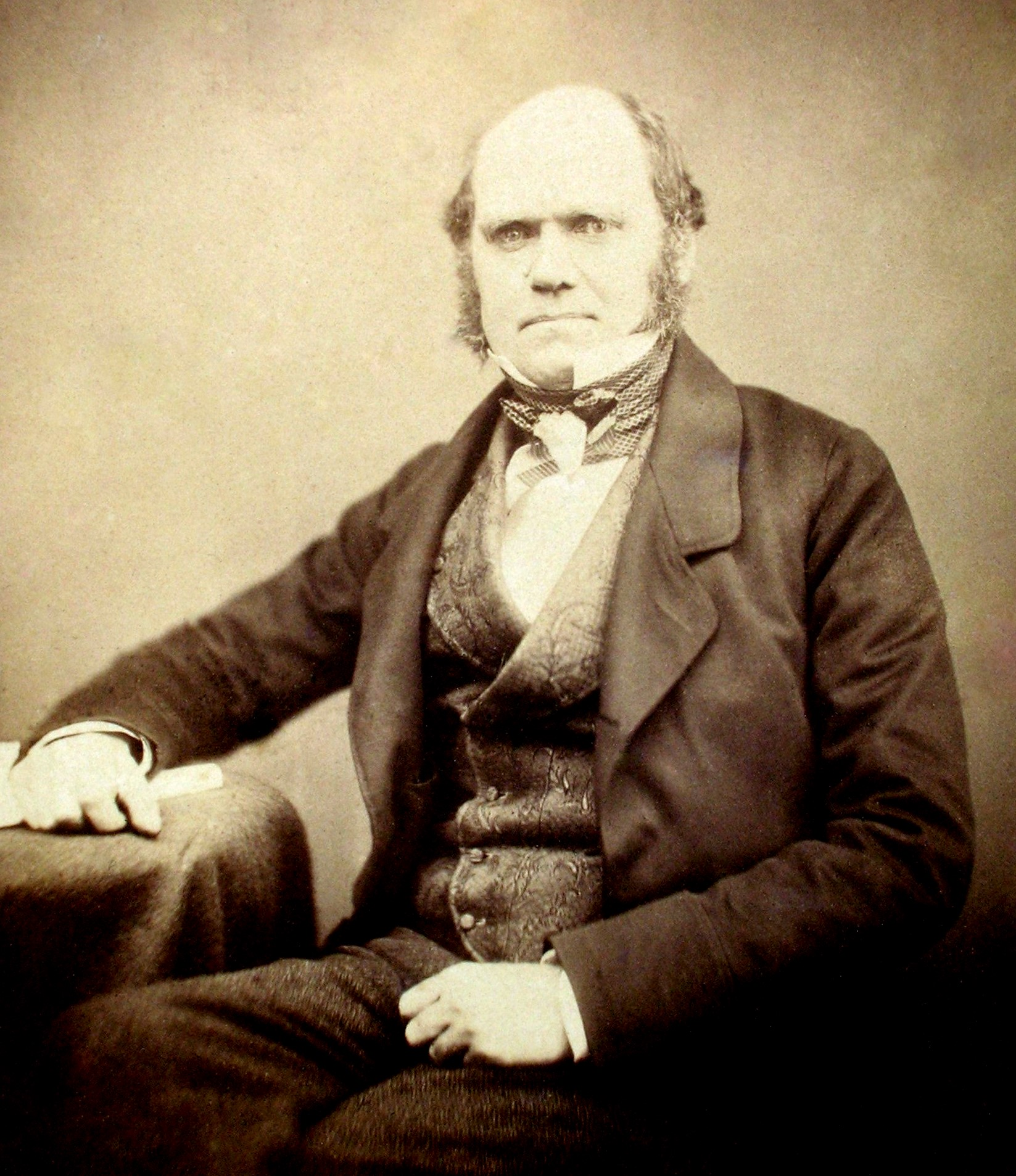
Charles Darwin auf einem Albumindruck (ca. 1857), der in der 2. deutschen Auflage (1863) enthalten ist.

Über die Entstehung der Arten (englisch On the Origin of Species) ist das Hauptwerk des britischen Naturforschers Charles Darwin. Es wurde am 24. November 1859 veröffentlicht und gilt als grundlegendes Werk der Evolutionsbiologie. Der vollständige Titel lautete: On the Origin of Species by Means of Natural Selection, or the Preservation of Favoured Races in the Struggle for Life. Darwin bearbeitete insgesamt sechs Auflagen. Alle Auflagen erschienen im Verlag von John Murray.
Darwin legte in diesem Werk zahlreiche Belege für seine Theorie vor, dass sich Tier- und Pflanzenarten durch natürliche Selektion im Laufe langer Zeiträume verändern und dass alle heute existierenden Lebewesen von gemeinsamen Vorfahren abstammen. Bereits auf seiner Weltreise mit der HMS Beagle (1831–1836) hatte Darwin Belege für seine später als Darwinismus bezeichnete Evolutionstheorie gesammelt. Später vermehrte er seine Erkenntnisse durch Experimente und wissenschaftliche Korrespondenz.

## Entstehungsgeschichte
Darwin schrieb im März 1855 in einem Brief an William Darwin Fox: „Ich arbeite hart an meinen Notizen, sammle und vergleiche sie, um in etwa zwei oder drei Jahren ein Buch mit allen Fakten, die ich zusammentragen kann und die für und wider die Unveränderlichkeit der Arten sprechen, zu schreiben.“ Auch der britische Zoologe und Forschungsreisende Alfred Russel Wallace entwickelte – unabhängig von Darwin – Ideen zur Evolution, die auf Variation und natürlicher Selektion beruhten. Nachdem Russel Darwin 1858 seine im Ternate-Manuskript zusammengefassten Überlegungen zur Begutachtung zugeschickt hatte, sah sich Darwin zur Veröffentlichung seiner eigenen über zwanzig Jahre entwickelten Ideen zum Thema gedrängt. Am 1. Juli 1858 wurden auf Anregung von Darwins Freunden Charles Lyell und Joseph Hooker Auszüge aus der wissenschaftlichen Arbeit Darwins und Russels vor der Linnean Society of London vorgetragen. Der Vortrag wurde nur wenig beachtet. Der Vorsitzende der Linnean Society bemerkte im Mai 1859, dass es in dem Jahr 1858 keine bemerkenswerten Entdeckungen gegeben hätte.

## Werk
Vom 20. Juli 1858 bis zum 10. Mai 1859 arbeitete Darwin am Manuskript seines Werkes. Am 1. Oktober 1859 beendete er das Korrekturlesen. Die erste Auflage von 1250 Exemplaren kam am 22. November 1859 in den Handel, aber die Zahl der Bestellungen war bereits größer, daher war diese Auflage sofort vergriffen. Sein Werk trug den vollständigen Titel On the Origin of Species by Means of Natural Selection, or the Preservation of Favoured Races in the Struggle for Life.
Darwin argumentiert darin für die Annahme, dass Gruppen von Organismen sich allmählich durch den Vorgang der natürlichen Selektion entwickeln. Das Konzept natürlicher Selektion wurde durch das Buch erstmals einer breiten Öffentlichkeit vorgestellt. Darwin legte detaillierte wissenschaftliche Belege vor, die er durch eigene Experimente sowie während seiner Reise nach Südamerika, zu den Galápagos-Inseln und nach Australien an Bord der Beagle von 1831 bis 1836 und seit seiner Rückkehr gesammelt hatte. Das Wort Evolution fehlt in der ersten Auflage von 1859 noch. Allerdings verwendet Darwin das Verb evolvieren.
Im Schlusssatz seines Werkes ordnete Darwin die wissenschaftstheoretische und gesellschaftspolitische Bedeutung seines Werkes durch eine Anspielung auf die „kopernikanische Wende“ in der Kosmologie ein: „Es ist wahrlich etwas Erhabenes um die Auffassung, daß der Schöpfer den Keim alles Lebens, das uns umgibt, nur wenigen oder gar nur einer einzigen Form eingehaucht hat und daß, während sich unsere Erde nach den Gesetzen der Schwerkraft im Kreise bewegt, aus einem so schlichten Anfang eine unendliche Zahl der schönsten und wunderbarsten Formen entstand und noch weiter entsteht.“ Den Hinweis auf den Schöpfer fügte Darwin erst in der 2. Auflage von 1860 ein. Damals neigte er noch zum Deismus. In den folgenden Jahren tendierte er aber immer stärker zum Agnostizismus, ließ diesen Schluss-Satz aber dennoch stehen.
Heute befindet sich das Originalmanuskript Darwins in der National Library of Scotland.

### Entstehung des Titels
Darwins ursprünglicher Entwurf für den Titel seines Werkes, den er am 28. März 1859 an Charles Lyell übermittelte, lautete An Abstract of an Essay on the Origin of Species and Varieties Through Natural Selection. Als erste Reaktion auf eine Kritik von Murray schlug Darwin bereits zwei Tage später eine erste Titeländerung vor, die den Zusatz „or the Preservation of Favoured Races“ enthielt. Am 5. April sandte Darwin seinem Verleger die Titelseite und die ersten drei Kapitel zu. Darin könnte die Erweiterung des Untertitels um „in the Struggle for Life“ enthalten gewesen sein. Kurz vor der Veröffentlichung bat Darwin um die Streichung des Zusatzes „and Varieties“.

### Historical Sketch
In der 3. Auflage von April 1861 fügte Darwin am Anfang des Werkes einen historischen Abriss (An Historical Sketch of the recent Progress of Opinion on the Origin of Species, deutsch: „Historische Skizze der Fortschritte in den Ansichten über den Ursprung der Arten“) über die Ursprünge seiner Theorie ein. Er reagierte damit auf die Kritik seiner Zeitgenossen, die bemängelten, dass Darwin sein Werk nicht im historischen Zusammenhang seiner Vorläufer darstellte. In dieser ersten Fassung erwähnte er 30 Autoren. In der 4. bis 6. Auflage sind es 34. Anfang Februar sandte Darwin an Asa Gray einen frühe Form seines historischen Abrisses. Er erschien im Mai 1860 als Preface der ersten autorisierten amerikanischen Ausgabe. Bereits im April 1860 erschien er als Vorrede des Verfassers in der ersten deutschen Ausgabe.

### Erste deutsche Übersetzung
Die erste deutsche Übersetzung, nach der zweiten Auflage, des Paläontologen und Zoologen Heinrich Georg Bronn erschien 1860 unter dem Titel Über die Entstehung der Arten im Thier- und Pflanzen-Reich durch natürliche Züchtung, oder Erhaltung der vollkommensten Rassen im Kampfe um's Daseyn. Diese Übersetzung nahm sich jedoch Veränderungen und „Reinigungen“ heraus. Die 1876 erschienene Übersetzung von Julius Victor Carus, die meist als Standardübersetzung verwendet wird: Über die Entstehung der Arten durch natürliche Zuchtwahl oder die Erhaltung der begünstigten Rassen im Kampfe um’s Dasein (E. Schweizerbart’sche Verlagsbuchhandlung, Stuttgart 1876), basierte auf der sechsten Originalauflage.

### Grundgedanken

Dieses Baumdiagramm, das die Divergenz der Arten veranschaulicht, ist die einzige Abbildung in Darwins Werk

Ernst Mayr analysierte Darwins Theorie und fasste sie folgendermaßen zusammen:
- Jede Art bringt genügend Nachkommen hervor, sodass die Population wachsen würde, wenn alle Nachkommen überlebten (Tatsache).
- Trotz (periodischer) Schwankungen bleiben Populationen stets etwa gleich groß (Tatsache).
- Ressourcen wie Nahrung sind begrenzt und ihr Umfang im Verlauf gleich bleibend (Tatsache).
- Daraus folgt ein Kampf ums Überleben (Schlussfolgerung).
- Die Individuen einer Population unterscheiden sich deutlich voneinander (Tatsache).
- Diese Variationen sind erblich (Tatsache).
- Individuen, die weniger gut an ihre Umwelt angepasst sind, haben eine geringere Überlebenschance und weniger Nachkommen. Individuen, die besser an ihre Umwelt angepasst sind, haben eine höhere Überlebenschance und mehr Nachkommen. Sie vererben ihre Eigenschaften. Dies resultiert in einer natürlichen Selektion (Schlussfolgerung).
- Dieser langsam voranschreitende Vorgang führt dazu, dass Populationen von Lebewesen besser an ihre Umwelt angepasst sind. Wenn sich Veränderungen anhäufen, entstehen neue Spezies (Schlussfolgerung).

### Darwins Argumentation
Sein Buch sah Darwin „als eine lange Kette von Beweisen“. Mit diesen Worten beginnt er die Zusammenfassung im letzten Kapitel, in der sich die Art seines Argumentierens gut nachvollziehen lässt. Darwin war stets bemüht, Pro- und Kontra-Argumente zu einzelnen Befunden gegeneinander abzuwägen.
Darwin beginnt hier mit fünf Einwänden (ohne Pro- und Kontra-Argumente durchzunummerieren): Erstens lege die Vollkommenheit der komplexen Organe und Instinkte die Entstehung durch eine höhere Intelligenz nahe – der Glaube, dass diese Organe durch die Anhäufung zahlreicher geringer Abänderungen immer vollkommener wurden, erscheint dem Betrachter schwer vorstellbar. Zweitens gibt es einen markanten Unterschied zwischen Arten und Varietäten – diese sind untereinander meist fruchtbar, jene fast nie. Diese Beobachtung legt die Vorstellung von streng abgegrenzten, unwandelbaren Arten nahe. Drittens scheint es schwer vorstellbar, dass jede einzelne Art sich von jeweils einem Ausgangspunkt weit verbreitet hat, z. T. sogar weltweit. Viertens sollten wir unter den Versteinerungen eine unendliche Zahl von Zwischenformen finden. Und fünftens sei die Zeit seit dem Festwerden der Erde jedenfalls nach den Berechnungen des Physikers William Thomson (wahrscheinlich nicht mehr als 200 Millionen Jahre) zu kurz für die ganze Evolution.
Darwin gab Antworten auf diese Einwände und präsentierte daraufhin die „Tatsachen und Beweise“, „die für die Theorie sprechen“. Insgesamt bringt er 17 Pro-Argumente, wobei er folgende Argumentationsweise praktiziert: Er präsentiert empirische Befunde, die mit Hilfe seiner Theorie verständlich werden, während sie bei der alternativen Theorie – der Erschaffung konstanter Arten – unverständlich bleiben. Wenn man seine Theorie zugrunde legt, „erscheinen diese Tatsachen nicht mehr als merkwürdig, sondern als durchaus selbstverständlich“.
So wird etwa die in der Taxonomie oft auftretende Schwierigkeit, zwischen Varietäten und Arten zu unterscheiden, verständlich, wenn – wie Darwin meinte – Varietäten beginnende Arten sind. Die Regel, dass „die Natur keine Sprünge macht“ (natura non facit saltum), passt gut zu Darwins Theorie, die mit einer Häufung kleiner aufeinanderfolgender günstiger Abänderungen rechnet. Verständlich wird auch, „dass nicht alle Einrichtungen in der Natur absolut vollkommen sind“. „Geben wir zu, dass die geologischen Urkunden hochgradig lückenhaft sind“, passen auch diese zu Darwins Theorie. „Die Ähnlichkeit des Knochengerüstes der Menschenhand, des Fledermausflügels, der Ruderflosse des Tümmlers und des Pferdefußes“ erklärt „sich leicht aus der Theorie der Abstammung mit geringen, allmählich aufeinanderfolgenden Abänderungen“.
Darwin unterstützte seine Argumentation später durch seine beiden Bücher über Die Abstammung des Menschen und die geschlechtliche Zuchtwahl (1871) sowie zum Thema Der Ausdruck der Gemütsbewegungen bei dem Menschen und den Tieren (1872). Die von ihm vorgestellten Ideen bilden die Basis der heutigen wissenschaftlichen Evolutionstheorien.

## Rezeption
Darwin wandte sich in seinem Buch an ein gebildetes Laienpublikum; tatsächlich erregte sein Buch großes Interesse. Da er bereits ein angesehener Wissenschaftler war, wurden seine Aussagen sehr ernst genommen, und seine Argumente führten zu regen naturwissenschaftlichen, philosophischen und theologischen Diskussionen. Sein Buch wurde im Sinne des Anliegens von Thomas Henry Huxley und dem X-Club eingeordnet, die eine Säkularisierung der Wissenschaft anstrebten und für den philosophischen Naturalismus warben.
Bis ungefähr 1880 kamen die Wissenschaftler mehrheitlich zur Überzeugung, dass die Evolution mit Stammbaum der Lebewesen und gemeinsamem Ursprung Tatsache sei. Die meisten Forscher lehnten aber den von Darwin vorgeschlagenen Mechanismus ab, nämlich die natürliche Selektion als Motor der Evolution. Während des „Niedergangs des Darwinismus“ (einem von Julian Huxley geprägten Schlagwort) in der Zeit von 1880 bis 1930 gab es zahlreiche alternative Konzepte, mit deren Hilfe man die Evolution erklären wollte. Mit der Entwicklung der synthetischen Evolutionstheorie in den 1930er- und 1940er-Jahren wurde Darwins Annahme der evolutionären Anpassung durch natürliche Selektion zu einem vereinheitlichenden Prinzip der Lebenswissenschaften.

## Auflagen

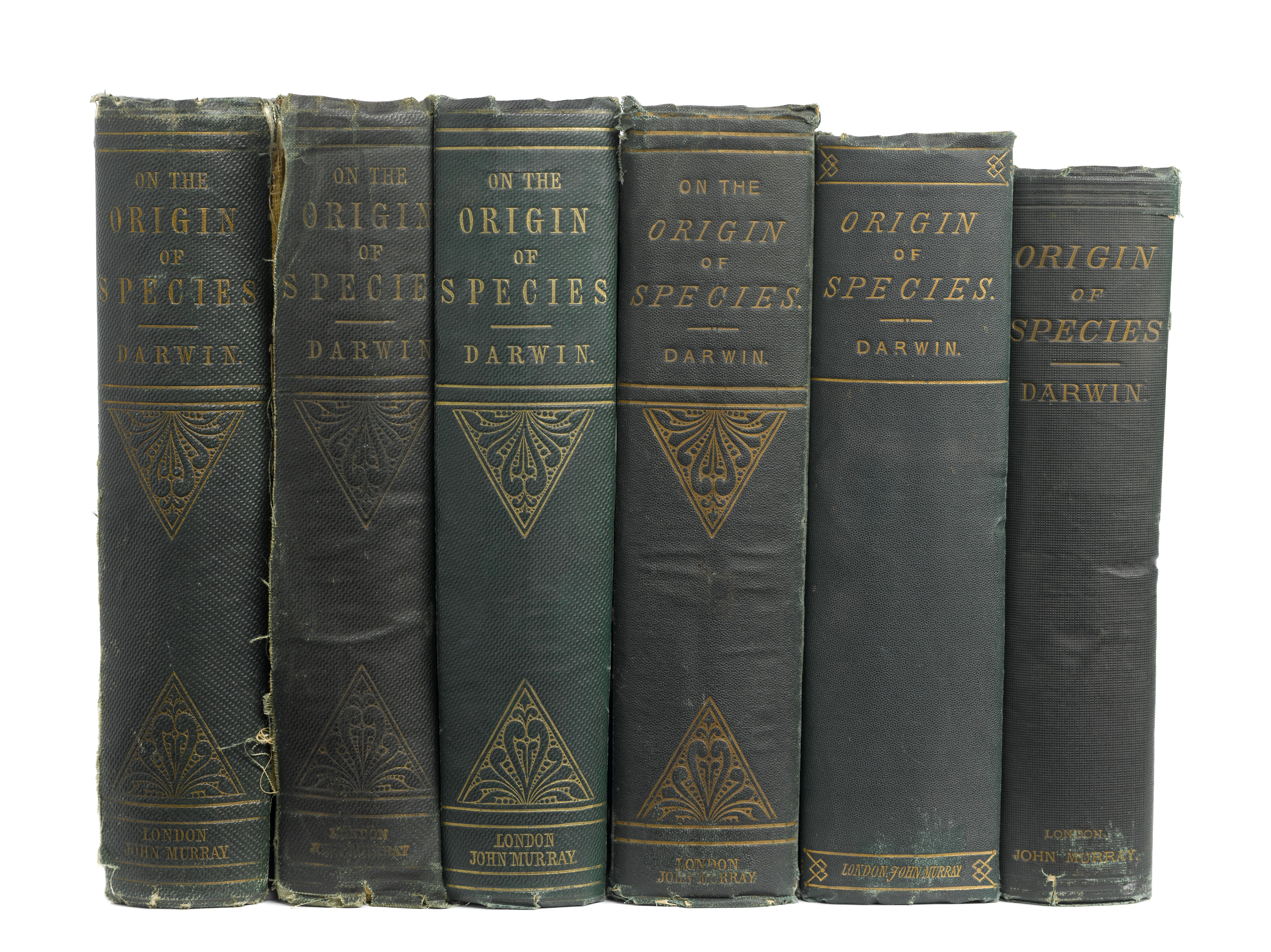
Buchrücken der sechs englischen Originalausgaben

Zu Darwins Lebzeiten wurde On the Origin of Species ins Deutsche (1860), Niederländische (1860), Französische (1862), Italienische (1864), Russische (1864), Schwedische (1869), Dänische (1872), Ungarische (1873/1874), Polnische (1873, unvollendet), Spanische (1877) und Serbische (1878) übersetzt.
Englische Originalausgaben
Alle Originalausgaben erschienen im Verlag von John Murray.
- 1. Auflage. John Murray, London 1859 (Digitalisat) – 1250 Exemplare.
- 2. Auflage. John Murray, London 1860 (Digitalisat) – 3000 Exemplare.
- 3. Auflage. John Murray, London 1861 (Digitalisat) – 2000 Exemplare.
- 4. Auflage. John Murray, London 1866 (Digitalisat) – 1500 Exemplare.
- 5. Auflage. John Murray, London 1869 (Digitalisat) – 2000 Exemplare.
- 6. Auflage. John Murray, London 1872 (Digitalisat) – 3000 Exemplare.

Deutsche Übersetzungen
Alle Übersetzungen erschienen in der E. Schweizerbart’sche Verlagsbuchhandlung.
- 1. Auflage. E. Schweizerbart’sche Verlagshandlung und Druckerei, Stuttgart 1860 (Digitalisat) – nach der 2. engl. Auflage, übersetzt durch H. G. Bronn.
- 2. Auflage. E. Schweizerbart’sche Verlagshandlung und Druckerei, Stuttgart 1863 (Digitalisat) – nach der 3. engl. Auflage, übersetzt durch H. G. Bronn.
- 3. Auflage. E. Schweizerbart’sche Verlagshandlung und Druckerei, Stuttgart 1867 (Digitalisat) – nach der 4. engl. Auflage, durchgesehen und berichtigt durch J. Victor Carus.
- 4. Auflage. E. Schweizerbart’sche Verlagshandlung (E. Koch), Stuttgart 1870 (PDF) – nach der 5. engl. Auflage, durchgesehen und berichtigt durch J. Victor Carus.
- 5. Auflage. E. Schweizerbart’sche Verlagshandlung (E. Koch), Stuttgart 1872 (PDF) – nach der 6. engl. Auflage, durchgesehen und berichtigt durch J. Victor Carus.
- 6. Auflage. E. Schweizerbart’sche Verlagshandlung (E. Koch), Stuttgart 1876 (Digitalisat) – nach der 6. engl. Auflage, durchgesehen und berichtigt durch J. Victor Carus.

Die 1. deutsche Auflage erschien in drei Lieferungen, die am 4. April, 2. Mai und 11. Juni 1860 veröffentlicht wurden.